# Старый Дорогинь
Ста́рый Дороги́нь (укр. Старий Дорогинь) — село на Украине, находится в Народичском районе Житомирской области.
Код КОАТУУ — 1823787801. Население по переписи 2001 года составляет 247 человек. Почтовый индекс — 11422. Телефонный код — 4140. Занимает площадь 0,831 км².

## Адрес местного совета
11422, Житомирская область, Народичский р-н, с.Старый Дорогинь